# Мелик-Шахназаров, Арсен Ашотович
Арсен Ашотович Мелик-Шахназаров (арм. Արսեն Մելիք-Շախնազարյան; 15 сентября 1963, Конакри) — советский, армянский и российский журналист-международник, дипломат и политолог. Член союза журналистов. Советник первого ранга. Сотрудник постоянного Представительства непризнанной НКР в Москве, а также руководитель его информационно-аналитического отдела. Советник министра иностранных дел НКР.

## Биография
Арсен Мелик-Шахназаров родился 15 сентября 1963 года в Гвинее в городе Конакри, в семье советского, позже армянского дипломата Ашота Мелик-Шахназарова. После окончания начальной школы поступил в МГИМО, который в 1985 году успешно окончил по специальности журналист-международник. Некоторое время работал в МИД СССР, затем в международном отделе газеты «Советский спорт». С октября 1989 по август 1990 года — работал корреспондентом при главном редакторе газеты «Советский Карабах». С сентября 1990 по январь 1992 года являлся официальным московским корреспондентом газеты «Советский Карабах». В 1991-93 годах был московским представителем информагентства «Лур», где в 1991-93 годах совмещал свою работу с должностью корреспондента Русской службы радиостанции «Свобода». Будучи журналистом, Арсен Мелик-Шахназаров выступил автором многочисленных репортажей на карабахскую тему, в том числе непосредственно и из Нагорного Карабаха. С июля 1993 по декабрь 2023 года занимал должность сотрудника Постоянного Представительства непризнанной НКР в Москве, а с декабря этого же года советника министра иностранных дел НКР. В 1994-97 годах — был экспертомэксперт делегации НКР на трехсторонних азербайджано-карабахско-армянских переговорах по мирному урегулированию в рамках Минской группы ОБСЕ. С 2000 года исполняющий обязанности, а с января 2002 года — начальник информационно-аналитического отдела Постоянного Представительства НКР в Москве. С 1991 года член Союза журналистов. Автор нескольких сотен публикаций, радиорепортажей по карабахской и региональной проблематике в СМИ РФ, НКР, РА и ряда зарубежных стран.

## Награды
13 сентября Президент НКР Бако Саакян подписал указ, согласно которому Арсен Мелик-Шахназаров за заслуги перед Нагорно-Карабахской Республикой был награжден медалью «Благодарность».